# Minnestraat
Minnestraat is een wijk in de Belgische gemeente Lebbeke. De wijk ligt zo'n twee kilometer ten zuiden van het oude dorpscentrum, in de richting van Opwijk, en heeft zijn eigen parochie.

## Geschiedenis
Het gebied was vroeger een landelijk gehucht, zo'n twee kilometer ten zuiden van Lebbeke. De Ferrariskaart uit de jaren 1770 toont hier een lintvormig gehucht, aangeduid als Minnestraete, langs wat tegenwoordig de Lange en Korte Minnestraat is.
In de Oostenrijkse Nederlanden werd in 1788 onder keizer Jozef II de steenweg Dendermonde-Brussel rechtgetrokken. Deze weg (de huidige N47) liep in noord-zuidrichting door Lebbeke en doorsneed zo ook de Minnestraat. De Atlas der Buurtwegen uit het midden van de 19de eeuw toont hier een nog steeds afgelegen, landelijk gehucht Minnestraet.
In 1907 werd er een wijkschooltje opgericht. In 1928 werd een vzw opgericht voor het verwerven van een stuk grond om hier een kerk te bouwen. In 1935 kon de bouw van een kerk aan de Minnestraat beginnen. In 1936 werd Minnestraat dan als een afzonderlijk parochie erkend. In 1937 werden ook klooster- en nieuwe schoolgebouwen opgetrokken.
Het gehucht groeide in de 20ste eeuw verder uit. Het gebied tussen het centrum van Lebbeke en Minnestraat werd verkaveld en hier werden residentiële wijken opgetrokken, waardoor de Minnestraat vergroeide met het centrum van Lebbeke.

## Bezienswaardigheden
- de Heilig Kruiskerk uit 1936

## Verkeer en vervoer
Door het oosten loopt de Opwijksestraat, de oude verbindingsweg tussen Lebbeke en Opwijk. In het westen loopt in noord-zuidrichting de Brusselsesteenweg (N47).
Ook De Lijn doet enkele haltes aan in het gebied van de Minnestraat, waarvan halte 'Minnestraat Kerk' er één is. De Lijnen 23 (Dendermonde-Opwijk-Asse) en 24 (Dendermonde-Mazenzele-Asse) doorkruisen het gehucht.
Deelgemeenten: Denderbelle · Lebbeke · Wieze

Gehuchten en wijken: Heizijde · Minnestraat

Belgische gemeenten · Arrondissement Dendermonde · Oost-Vlaanderen · Vlaanderen